# Centracantide
Centracantidele (Centracanthidae) sau maenidele (Maenidae), numite popular smarizi, este o familie de pești perciformi marini de talie mică din apele calde și temperate, care trăiesc în apropierea fundurilor. Au un corp alungit, comprimat lateral, cu o singură înotătoare dorsală lungă, anala scurtă și caudala bifurcată.
În 2014 Santini a inclus familia Centracanthidae în familia Sparidae. 

## Descrierea
Au o talie mică. Lungimea maximă 38 cm. Corpul alungit, ușor comprimat lateral sau subcilindric. Botul și spațiul interorbitar nude, restul capului și corpul acoperite complet cu solzi ctenoizi mici sau moderați. Linia laterală continuă, completă, mai mult sau mai puțin paralelă cu spatele. 
Gura mică sau mijlocie; colțurile ei ajung până la verticala anterioară a ochiului. Falca superioară (premaxilarul) foarte protractilă. Supramaxilarul absent; maxilarul acoperit de suborbitar când gura este închisă. Fălcile prevăzut cu dinți viliformi, mărunți, ascuțiți sau lipsesc; palatinele fără dinți și vomerul cu sau fără dinți; 
Dorsala lungă, continuă, unică sau divizată, cu 11-13 spini subțiri și 9-12 radii moi. Anala scurtă, cu 3 spini și 8-10 (9–16) radii moi. Adesea dorsala și anala sînt adăpostite într-un șanț larg. Ventralele cu un spin și 5 radii moi , ele au un proces axilar bine dezvoltat. Caudala bifurcată (scobită)
Marginea preopercularului subțire, netedă, nezimțuită; opercularul cu un țep (spin) slab în partea posterioară sau fără țep. Orificiile branhiale largi. Membranele branhiale neatașate de istm. 6 radii branhiostegale ; 22—24 de vertebre.  Spini branhiali lungi, 14-22 pe ramura inferioară a primului arc branhial. Intestinul scurt cu (3) 4—7 apendice pilorice. Vezica înotătoare este mare, în genere bifurcată în partea posterioară.

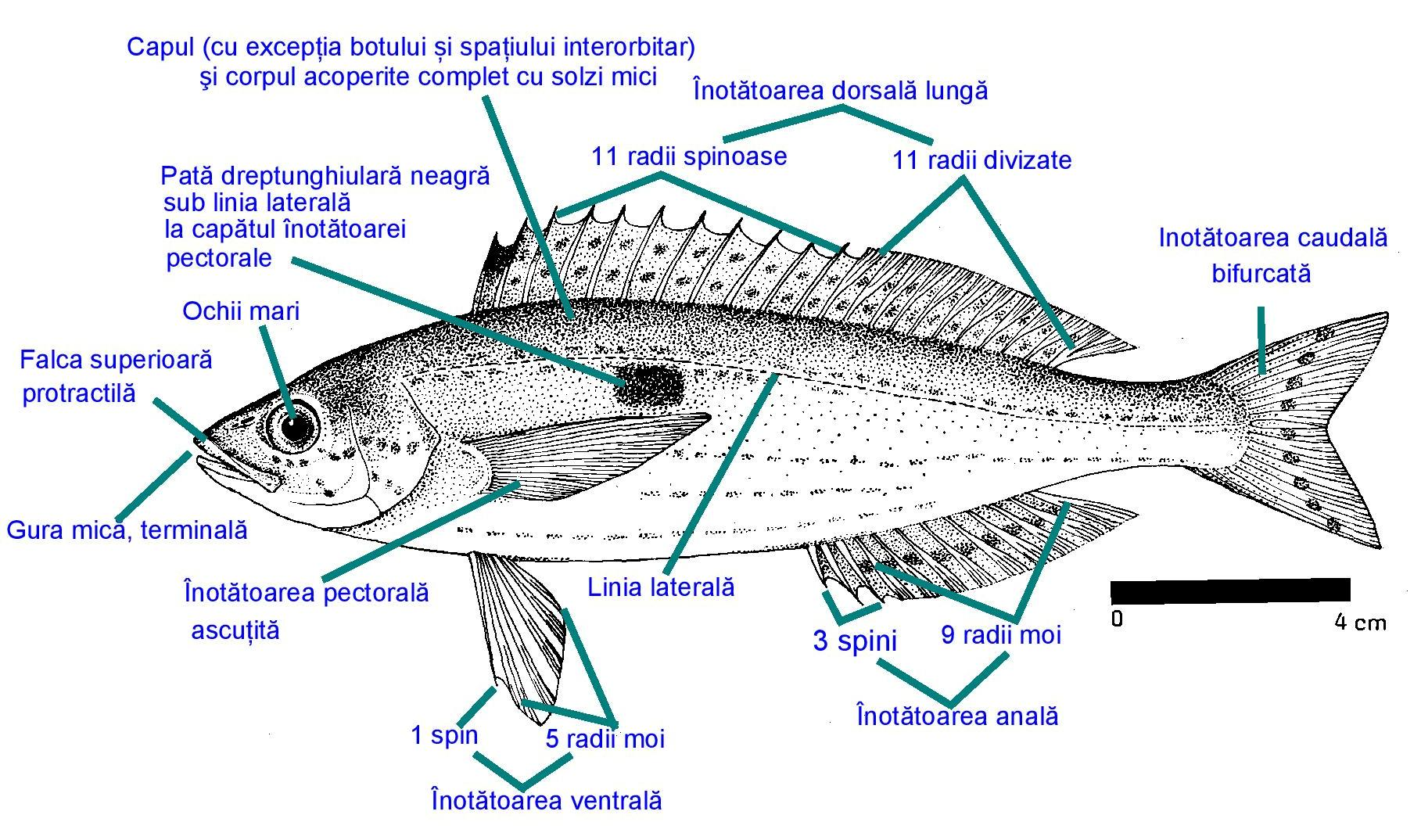
Caracterele morfologice ale smaridului (Spicara smaris).

## Colorit
Coloritul corpului verde-roșcat sau bruniu dorsal, argintiu ventral. Mai multe specii au o pată neagră distinctă pe mijlocul corpului.

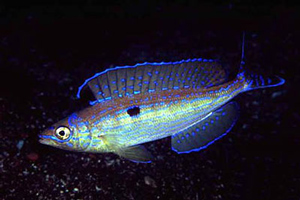
Coloritul smaridului (Spicara smaris)

## Habitat
Trăiesc în apele calde și temperate, în apropierea fundurilor pietroase, mâloase sau ierboase până la 200 m adâncime, cele mai multe specii duc o viață gregară (în cârduri).

## Răspândire geografică
Sunt răspândiți în zona litorală din partea estică a Oceanului Atlantic (inclusiv Marea Mediterană și Marea Neagră) și pe litoralul Africii de Sud. În Marea Neagră 4 specii.

## Biologie
Cele mai multe specii  sunt hermafrodite, caracterizate printr-un hermafroditism protoginic, când peștii tineri sunt femele (gonadele funcționează ca o glandă femelă),  iar după ce cresc devin masculi.
Hrana este foarte variată, constând atât din alge (plancton), cât și din animale (diverse crustacee, viermi, pești mici).

## Importanță economică
Smarizii pot fi la nivel local abundenți, fiind pescuiți artizanal, dar carnea lor bogată în oase este, în general, pițin apreciată.

## Sistematica
Familia cuprinde două genuri și 9 specii:  Centracanthus (1 specie) și Spicara (8-9 specii)
- Centracanthus Rafinesque, 1810

- Centracanthus cirrus Rafinesque, 1810

- Spicara Rafinesque, 1810

- Spicara alta (Osório, 1917)
- Spicara australis (Regan, 1921)
- Spicara axillaris (Boulenger, 1900)
- Spicara flexuosa Rafinesque, 1810 (unii autori o includ în Spicara maena)
- Spicara maena (Linnaeus, 1758)
- Spicara martinicus (Valenciennes, 1830)
- Spicara melanurus (Valenciennes, 1830)
- Spicara nigricauda (Norman, 1931)
- Spicara smaris (Linnaeus, 1758)

## Specii din Marea Neagră
În Marea Neagră a fost găsite 4 specii, dintre care 3 pe litoralul românesc.
| Denumirea științifică latină | Autorul taxonului | Denumirea română             | Originea speciei | Țara unde se întâlnește                            | Statutul IUCN              | Imaginea |
| Centracanthus cirrus | Rafinesque, 1810  | Smarid mustăcios, Centracant | Invazivă         | România, Turcia                                    | Neamenințată cu dispariția |          |
| Spicara maena | (Linnaeus, 1758)  | Smarid mediteranean          | Nativă           | Bulgaria,Rusia, Turcia, Ucraina                    | Neamenințată cu dispariția |          |
| Spicara flexuosa (Spicara maena flexuosa)                                                                                             | Rafnesque, 1810   | Smarid mediteranean          | Nativă           | Bulgaria, Georgia, România, Rusia, Turcia, Ucraina | Neamenințată cu dispariția |          |
| Spicara smaris (Spicara flexuosa ponticus Pusanov, 1979; în această specie este inclusă și fosta specie Spicara alcedo (Risso, 1810)) | (Linnaeus, 1758)  | Smarid, Smarid auriu         | Nativă           | Bulgaria, Georgia, România, Rusia, Turcia, Ucraina | Neamenințată cu dispariția |          |